# プリズム/空の欠片
「プリズム/空の欠片」（プリズム/そらのかけら）は、池田綾子の7枚目のシングル。2007年8月29日にソニー・ミュージックレコーズから発売された。

## 概要
前作『星降る森』から約11か月ぶりのシングルで両A面シングルとしてのリリースは初となる。
表題曲の「プリズム」「空の欠片」は、それぞれテレビアニメ『電脳コイル』のオープニングテーマとエンディングテーマになっている。またカップリング曲「旅人」も同アニメのイメージソングに採用されている。楽曲は、池田綾子が『電脳コイル』の原作・脚本・監督を務めた磯光雄と綿密なミーティングを重ね、同アニメのために作り上げている。
初回生産限定盤と通常盤の2形態でリリースされ、限定盤には「オヤジ」フィギュア携帯ストラップ、『電脳コイル』の映像も入った「プリズム」のミュージック・ビデオ、池田綾子自身が『電脳コイル』主題歌が出来るまでを語ったインタビュー映像、『電脳コイル』東京国際アニメフェア2007用予告映像を収録したDVDを付属。

## 収録曲
| 全作詞・作曲: 池田綾子、全編曲: TATOO。 |                          |          |            |      |
| #                                       | タイトル                 | 作詞     | 作曲・編曲 | 時間 |
| 1.                                      | 「プリズム」             | 池田綾子 | 池田綾子   | 4:02 |
| 2.                                      | 「空の欠片」             | 池田綾子 | 池田綾子   | 4:45 |
| 3.                                      | 「旅人」                 | 池田綾子 | 池田綾子   | 4:00 |
| 4.                                      | 「プリズム」(backtracks) | 池田綾子 | 池田綾子   | 4:04 |
| 5.                                      | 「空の欠片」(backtracks) | 池田綾子 | 池田綾子   | 4:43 |
| 合計時間:                               | 合計時間:                | 21:34    |            |      |

| #  | タイトル                                                 | 作詞 | 作曲・編曲 |
| -- | -------------------------------------------------------- | ---- | ---------- |
| 1. | 「プリズム」(ミュージック・ビデオ)                       |      |            |
| 2. | 「Making of プリズム/空の欠片 〜池田綾子インタビュー〜」 |      |            |
| 3. | 「『電脳コイル』東京国際アニメフェア2007用予告映像」     |      |            |